# えちご中越農業協同組合
えちご中越農業協同組合（えちごちゅうえつのうぎょうきょうどうくみあい）は、新潟県長岡市今朝白に本店を置く農業協同組合。愛称はJAえちご中越。

## 概要
経営基盤の強化等を目的として、2023年2月1日に新潟県中越地方にあった４つの農業協同組合（JA）が合併して設立した。
組合員はおよそ7万6000人、貯金残高はおよそ6000億円であり、新潟県内のJAでは最大の規模である。

## 事業内容
- 営農指導事業
- 生活指導事業
- 信用事業
  - JAバンク
- 共済事業
  - JA共済
- 購買事業
- 販売・加工事業
- 婚礼・葬祭・会館事業
  - パストラル長岡
  - やすらぎホール、やすらぎ庵、虹のホール
- 高齢者介護福祉事業
  - 介護予防デイサービス事業、訪問介護事業
- 旅行代理店事業
- 資産管理事業
- 不動産仲介事業

## 沿革
- 2023年（令和5年）2月1日：越後ながおか農業協同組合、越後さんとう農業協同組合、にいがた南蒲農業協同組合、柏崎農業協同組合の各農協が新設合併し、えちご中越農業協同組合設立[1]。

## 子会社等
- 株式会社コープビル
- 株式会社アグリサポートさんとう
- 株式会社JAなんかんサービス
- 株式会社ジェイエイサービス柏崎